# Eugénie Boillet
Eugénie Boillet, née le 3 septembre 1979, est une écrivaine et violoniste vaudoise.

## Biographie
Eugénie Boillet naît le 3 septembre 1979.
Elle effectue des études par correspondance en Lettres à l'Université de Dijon. Passionnée par le jazz, la musique symphonique et les perruches, elle joue du violon à l'Orchestre symphonique et universitaire de Lausanne. 
Sous l'impulsion de son professeur au gymnase, Jacques-Étienne Bovard, Eugénie Boillet publie en 2004 Chroniques caissières aux éditions d'en bas. Le roman raconte l'histoire d'un supermarché fictif dont les caissières sont exploitées, l'autrice y qualifie les clientes par des surnoms.

## Publications
- Eugénie Boillet, Chroniques caissières: récit, Editions d'en bas, 2004 (ISBN 978-2-8290-0313-4).
- Eugénie Boillet, La figure de l'enfant dans l'oeuvre de Matéo Maximoff, 2011.

## Récompenses et distinctions
En 2005, son ouvrage Chroniques caissières est sélectionné pour le prix TSR du Roman de la Radio télévision suisse.